# Scytodes maritima
Scytodes maritima là một loài nhện trong họ Scytodidae.
Loài này thuộc chi Scytodes. Scytodes maritima được George Newbold Lawrence miêu tả năm 1938.